# Madhuca longifolia
Madhuca longifolia (hindi: महुआ trl. mahuā, Madhuca longfolia) – gatunek drzewa z rodziny sączyńcowatych. Pochodzi z obszarów subtropikalnej Azji:Indii, Nepalu, Sri Lanki i Birmy. 

## Morfologia
Drzewo szybko rosnące, (niemal) wiecznie zielone, osiągające około 20 m wysokości. Jest dobrze przystosowane do suchego klimatu.

## Zastosowanie
- Nasiona – mahua jest uprawiana zwłaszcza dla oleistych nasion, których jedno drzewo produkuje rocznie od 20 do 200 kilogramów. Olej ten (tzw. mowrah butter) jest wykorzystywany jako środek kosmetyczny do skóry, do produkcji mydeł, detergentów itd. Potencjalnie może znaleźć zastosowanie jako paliwo.
- Kwiaty – są jadalne[5], wykorzystywane są przede wszystkim przez członków leśnych plemion północnych i środkowych Indii (Bondów). Mają zastosowanie w medycynie ludowej. Z kwiatów produkuje się aromatyczną, niskoprocentową wódkę, nazywaną również "mahua" oraz wino, zwane daru.
- Owoce (tolo) – spożywane na surowo, a także gotowane jako warzywo;
- Kora – wykorzystanie do celów medycznych;
- Drewno – jako budulec oraz na ogrodzenia.

## Znaczenie w hinduizmie

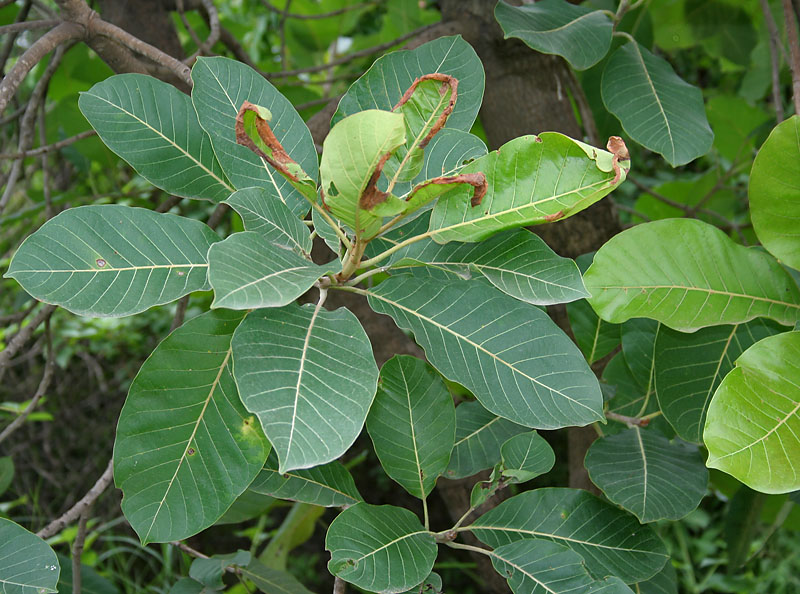
Liście

Ze względu na swoją pożyteczność, drzewo to jest uznawane za święte przez członków leśnych plemion (tzw. "Scheduled Tribes"), którzy starają się je chronić. 
W kulturach plemiennych wódka z kwiatów wykorzystywana jest podczas uroczystości religijnych.